# Guanosin monophosphat
Guanosin monophosphat (GMP), cũng được biết đến như là axit 5'-guanidylic hoặc axit guanylic (cơ sở liên hợp từ guanylate), là một nucleotide được sử dụng làm monome trong RNA. Nó là một este của axit phosphoric với nucleoside guanôzin. GMP bao gồm nhóm phosphor, ribose đường pentoza, và guanine nucleobase; do đó nó là một monophosphate ribonucleotit. Guanosine monophosphate được sản xuất thương mại bằng cách lên men vi sinh vật. Nó được gọi là tham chiếu số E E626.
Vì nó là một chất phụ gia khá đắt tiền, nó thường không được sử dụng độc lập với axit glutamic hoặc mononatri glutamat (MSG), mà cũng đóng góp umami.  Nếu muối inosinate và guanylate có trong danh sách các thành phần nhưng MSG không xuất hiện, axit glutamic có thể được cung cấp như một phần của một thành phần khác, chẳng hạn như phức hợp protein đậu nành đã xử lý (chất đạm đậu nành thủy phân), chiết xuất nấm men (bao gồm các thành phần tế bào của nấm men không có thành tế bào; chúng được sử dụng làm phụ gia thực phẩm hoặc hương liệu, hoặc làm chất dinh dưỡng cho môi trường nuôi cấy vi khuẩn) hoặc xì dầu.
Là chất ức chế tổng hợp guanosine monophosphate trong các mô hình thí nghiệm, DON (6-Diazo-5-oxo-L-norleucine, là một chất đối kháng glutamine, được phân lập ban đầu từ Streptomyces trong một mẫu đất Peru) tự glutamin có thể được sử dụng.Chuyển hóa và hoạt động của các tác nhân chống ung thư tương tự axit amin ”, in Pharmac. Ther. (1990) 46: 243-271 </ref>
Như chất thay thế acyl, nó có dạng tiền tố guanylyl-.

## Tổng hợpDe novo(Một lần nữa tổng hợp)
Quá trình tổng hợp GMP bắt đầu với D-ribose 5'-phosphate, một sản phẩm của con đường pentoza phosphate. Quá trình tổng hợp được tiến hành bằng cách hình thành dần dần vòng purin trên cacbon-1 của ribose, với CO2, glutamin, glycin, at-pa-tác và cacbon của tetrahydrofolic tặng các yếu tố khác nhau cho việc xây dựng chiếc nhẫn.